# 김규배
김규배(1947년 6월 2일 ~ )는 대한민국의 정치인이다. 제34·35대 연천군수를 역임했다.

## 역대 선거 결과
|  | 42.0% |

|  | 58.78% |

|  | 33.04% |

|  | 50.76% |